# ظيان شرقي
الظيان الشرقي (الاسم العلمي: Clematis orientalis)، هي كرمة متسلقة أو جنبة من جنس الظيان. أعطانه في آسيا وأوروبا الوسطى. أُدخل إلى الولايات المتحدة كنبات للزينة ولكنه انتشر بشكل كبير مما أدى إلى تصنيفه كحشيش ضار في بعض الولايات. 